# Пржевальське
Пржевальське (до 1964 — Слобода) — селище міського типу в Демидівському районі Смоленської області, Росія. Адміністративний центр міського поселення Пржевальське та адміністративний центр національного парку «Смоленське Поозер'я».
Перше поселення на місці сучасного селища відноситься приблизно до IV століття. Перша згадка села Слобода датується 1724 роком. У 1964 році село перейменоване на честь Н. М. Пржевальського. 1974 року село отримало статус селища курортного типу.